# تيدي بيلينغتون
تيدي بيلينغتون (بالإنجليزية: Teddy Billington)‏ كان دراج أمريكي. سبق أن شارك في دورة الألعاب الأولمبية الصيفية وفاز بميدالية أولمبية.

## الميداليات
| الميدالية | المسابقة                       |
| --------- | ------------------------------ |
| فضية      | الألعاب الأولمبية الصيفية 1904 |
| برونزية   | الألعاب الأولمبية الصيفية 1904 |
| برونزية   | الألعاب الأولمبية الصيفية 1904 |
| برونزية   | الألعاب الأولمبية الصيفية 1904 |

## روابط خارجية
- تيدي بيلينغتون على موقع أرشيف الدراجات (الإنجليزية)
- تيدي بيلينغتون على موقع أوليمبيديا (الإنجليزية)